# Йерба-Буэна (департамент)
Департамент Йерба-Буэна  (исп. Departamento de Yerba Buena) — департамент в Аргентине в составе провинции Тукуман.
Территория — 160 км². Население — 63,7 тыс.человек. Плотность населения — 398,2 чел./км².
Административный центр — Йерба-Буэна.

## География
Департамент расположен в центральной части провинции Тукуман.
Департамент граничит:
- на севере — с департаментом Тафи-Вьехо
- на востоке — с департаментом Тукуман
- на юге — с департаментом Лулес

## Административное деление
Департамент включает 3 муниципалитета:
- Йерба-Буэна
- Севил-Редондо
- Сан-Хавьер

## Важнейшие населенные пункты[3]
| № | Населённый пункт               | Населённый пункт (исп.)       | Категория | Население чел. (2010) | На карте                        |
| - | ------------------------------ | ----------------------------- | --------- | --------------------- | ------------------------------- |
| 1 | Йерба-Буэна (Маркос-Пас)       | Yerba Buena (Marcos Paz)      | город     | 57392                 | 26°48′49″ ю. ш. 65°17′14″ з. д. |
| 2 | Вилья-Кармела (Севиль-Редондо) | Villa Carmela (Cebil Redondo) | город     | 14728                 | 26°46′06″ ю. ш. 65°16′32″ з. д. |
| 3 | Баррио-Сан-Хосе III            | Barrio San José III           | город     | 1703                  | 26°47′48″ ю. ш. 65°15′49″ з. д. |
| 4 | Сан-Хавьер                     | San Javier                    | поселок   | 229                   | 26°47′30″ ю. ш. 65°21′31″ з. д. |